# 南鷹次郎
南 鷹次郎（みなみ たかじろう、安政6年3月16日（1859年4月18日） - 1936年8月9日）は、日本の農学者。農学博士。北海道帝国大学名誉教授で、北海道帝国大学総長。肥前国大村（現・長崎県大村市）出身。

## 生い立ち
肥前国大村藩の藩士南仁兵衛の次男として出生し、幼名を久作といった。伯母の嫁ぎ先であった末松家の養子に入ったが、実兄邦蔵が病弱なため実家に戻った。9歳になって藩校五教館に学んだのち、14歳で半ば出奔するような形で長崎の広運学校に移り、2年後には上京して工学寮（のち工部大学校、現在の東京大学工学部の前身）小学校（予科に相当）へ入学した。1877年（明治10年）4月に工部大学校に入学したが、この年より定員の半数のみが官費生となってその選に漏れたこともあり、9月より札幌農学校（現在の北海道大学）の第2期生となる。同期には町村金弥、新渡戸稲造、宮部金吾、内村鑑三、広井勇などがいる。なお札幌農学校在学中の1879年（明治12年）に養子に入って池田姓となっているが、1884年（明治17年）に再び実家へ復籍している。明治16年8月に長屋高子と結婚し、のちに2男5女をもうけた。産業医学者の南俊治(1887-1961)は長男。

## 業績
学生時代は獣医学を専門に学んでいたが、初期の札幌農学校では教官の人材が不足しており、農学全般について講義を担当した。助教となった1883年から農学部長となって農場長を免じられた1919年まで、36年間にわたり農場の責任者として整備拡充に尽力した。1905年には樺太民政署の依頼で樺太の「殖民地選定事業」5か年計画作成のための拓殖調査を行なった。
研究面では作物学を中心に果樹園芸学、畜産学まで多岐に渡って取り組んだ。また農芸伝習科（のち農芸科、農学実科）の主任として幅広く指導にあたり、北海道農会や北海道信用購買組合連合会（現・ホクレン）の会長などを務めた。

## 外遊
1891年（明治26年）にはコロンブス世界博覧会の審査官を委嘱されたことを機に米国・英領カナダの視察旅行を行い、また1909年（明治42年）には米国実業視察団の一員に加えられている。ほかに1910年（明治43年）には満州、1915年（大正4年）には台湾へ、そして1923年（大正12年）には欧米各国へと視察に出ている。

## 略歴
- 1877年（明治10年）9月 札幌農学校に入学[1]。
- 1881年（明治14年）
  - 7月9日 札幌農学校卒業。農学士[4]。
  - 7月27日 開拓使御用掛となり宮部金吾とともに学務局督学課へ配属される[5]。
  - 12月1日 駒場農学校と兼任の形で助手として国内留学[6]
- 1883年（明治16年）3月26日 札幌農学校助教[2]
- 1889年（明治22年）9月11日 札幌農学校教授[2]
- 1895年（明治28年）4月5日 文部省移管に伴い農事部長（のちの農場長）に就任[7]
- 1898年（明治29年）11月23日 札幌農学会発足に伴い会頭に就任[7]
- 1899年（明治32年）6月5日 博士会認定により農学博士の学位を受ける[8]
- 1919年（大正8年）4月 北海道帝国大学初代農学部長[1]
- 1927年（昭和2年）4月28日 北海道大学辞職退官。同名誉教授（5月27日）。北海道農会会長を務める
- 1930年（昭和5年）12月19日 北海道帝国大学総長に就任[9]
- 1933年（昭和8年）12月9日 北海道帝国大学総長を病気により辞任。財団法人苗邨学園理事を務める

## 栄典
位階
- 1891年（明治24年）12月21日 - 正八位[10]
- 1893年（明治26年）12月28日 - 従七位
- 1896年（明治29年）1月20日 - 正七位[11]
- 1898年（明治31年）4月30日 - 従六位[12]
- 1900年（明治33年）3月10日 - 正六位[13]
- 1902年（明治35年）9月20日 - 従五位[14]
- 1907年（明治40年）11月20日 - 正五位[15]
- 1912年（大正元年）12月28日 - 従四位[16]
- 1918年（大正7年）3月11日 - 正四位[17]
- 1923年（大正12年）5月10日 - 従三位[18]
- 1927年（昭和2年）5月16日 - 正三位[19]

勲章等
- 1898年（明治31年）12月28日 - 勲六等瑞宝章
- 1903年（明治36年）6月26日 - 勲五等瑞宝章
- 1908年（明治41年）6月25日 - 勲四等瑞宝章[20]
- 1911年（明治44年）5月14日 - 大日本農会有功章
- 1912年（大正元年）12月18日 - 勲三等瑞宝章[21]
- 1915年（大正4年）11月10日 - 大礼記念章（大正）[22]
- 1920年（大正9年）1月30日 - 勲二等瑞宝章[23]
- 1927年（昭和2年）5月26日 - 旭日重光章[24]
- 1933年（昭和8年）
  - 大日本農会紫白綬有功章
  - 9月4日 - 勲一等瑞宝章[25]

## 会員
- 1905年（明治38年） - 日本園芸研究会名誉会員
- 1907年（明治40年）12月 - 北海道農会名誉会員
- 1909年（明治42年） - 札幌外四郡地主会名誉会員